# Saljoet 1
De Saljoet 1 (Russisch: Салют-1) (DOS-1), gelanceerd op 19 april 1971, was  het eerste ruimtestation ooit dat in een baan om de aarde werd gebracht. Het kaderde in het Saljoet-programma. Vier dagen later, op 23 april, reisde een driekoppige bemanning met de Sojoez 10 naar de Saljoet. Problemen met de koppeling aan het ruimtestation zorgden ervoor dat zij na 2 dagen weer terugkeerden naar de aarde. Een tweede poging om een bemanning aan boord van de Saljoet te brengen had meer succes. Op 6 juni werd de Sojoez 11 gelanceerd en na een succesvolle koppeling verbleef de bemanning 23 dagen aan boord van de Saljoet. Hun terugkeer naar de aarde verliep echter noodlottig: een lekkend ventiel in de Sojoez-cabine zorgde ervoor dat de kosmonauten dit met de dood moesten bekopen. Op 11 oktober 1971 verbrandde de Saljoet 1 in de atmosfeer.

## Aanleiding voor Saljoet
Het ontwerp van Saljoet 1 kwam onder grote tijdsdruk tot stand. Kort nadat de Sovjet-Unie de race naar de maan had verloren, werd in Amerika het Skylab-ruimtelaboratorium aangekondigd. De Sovjets wilden na het debacle van hun eigen bemande maanprogramma niet nógmaals een ruimterace verliezen en zetten daarom alles op alles om als eerste een bemand civiel ruimtestation te lanceren.

## Ontwerp
Het reeds ontwikkelde ontwerp van hoofdconstructeur Vladimir Tsjelomej voor het militaire Almaz-station werd met grote haast aangepast tot het eerste civiele Saljoet-ruimtestation. Aan de voorkant werd een koppelingspoort met zonnepanelen toegevoegd zodat een Sojoez-ruimteschip kon aankoppelen. Aan de achterzijde werden de geplande koppelpoort en zonnepanelen verwijderd om plaats te maken voor een voortstuwingseenheid en zonnepanelen van een Sojoez-ruimteschip. Twee reeds gebouwde rompen voor het Almaz-project (serienummers Almaz 121 en 122) werden derhalve omgebouwd tot respectievelijk DOS-1 en DOS-2 en waren vrijwel identiek.

### Technische beschrijving
De omvang van het Saljoet-ruimtestation werd bepaald door de maximale omvang van de beschermende neuskegel op de Proton-raket waarmee het ruimtestation werd gelanceerd. Het gebruik van de Proton-raket dicteerde ook het maximale gewicht, dat niet hoger mocht zijn dan maximaal 20 ton. DOS-1 en DOS-2 wogen beide 18,2 ton.
Er waren vier afzonderlijke compartimenten, hiervan stonden er drie onder druk, de vierde was een drukloze technische ruimte.
- Het eerste compartiment beschikte over een koppelingspoort voor een Sojoez-capsule en diende daarmee als ingang.
- Het tweede compartiment was het hoofdverblijf en had een diameter van 4 meter. De ruimte was gevuld met beeldschermen, controlepanelen, instrumenten, sanitaire ruimte met toilet, provisorische keuken en slaapgelegenheden. Door enkele patrijspoortjes kon de bemanning naar buiten kijken.
- Het derde compartiment was gevuld met communicatie- en navigatieapparatuur en bevatte het astronomisch observatorium Orion 1.
- Het vierde en laatste compartiment (zonder druk) had een diameter van ruim 2 m en bevatte de voorstuwingsinstallaties en stroomvoorziening. Dit was feitelijk de service-module van een standaard Sojoez-ruimteschip.

Voor de opslag van energie werden accu's gebruikt die konden worden opgeladen met de vier zonnepanelen die zich aan de buitenkant aan weerszijden van de Saljoet bevonden. Verder waren er een waterrecyclesysteem aan boord, reservevoorraden water en zuurstof en een systeem om de binnentemperatuur te regelen.

### Specificaties
- Lengte - 15,8 m
- Maximale diameter - 4,15 m
- Leefbaar volume - 90 m³
- Massa na lancering - 18.210 kg
- Lanceervoertuig - Proton-K (drie-traps)
- Spanwijdte over zonnepanelen - ongeveer 10 m
- Oppervlakte zonnepanelen - 28 m²
- Aantal zonnepanelen - 4
- Bevoorrading - Sojoez-7K-OKS
- Aantal koppelpoorten - 1
- Aantal bemande missies - 2
- Aantal langdurige bemande missies - 1

### Naamgeving
Het ontwerpbureau van Koroljov, vernoemd naar chef-ontwerper Sergej Koroljov, gaf DOS-1 de naam Zarja (Russisch voor "Dageraad"). Dit bleek een ongelukkige naamkeuze te zijn omdat het vluchtleidingscentrum voor bemande ruimtevaart precies diezelfde naam als roepnaam gebruikte. Om verwarring te voorkomen kreeg het ruimtestation kort voor zijn lancering zijn eigenlijke naam: Saljoet 1. Desondanks was de naam Zarja al op de romp van het ruimtestation geschilderd en zo is het station uiteindelijk ook gelanceerd.

## Doelstelling en gebruik
Het belangrijkste doel van de Saljoet 1 was het testen van (toen) nog nooit eerder in de ruimte gebruikte systemen. Daarnaast zou het ruimtestation worden gebruikt voor wetenschappelijk onderzoek. Het hoofdinstrument, een astronomische telescoop, kon echter niet gebruikt worden omdat de beschermkap na de lancering niet had losgelaten.

## Missies en bemanning
- Sojoez 10 - 23 t/m 25 april 1971 - Koppeling mislukt
  - Vladimir Sjatalov
  - Aleksej Jelisejev
  - Nikolaj Roekavisjnikov

- Sojoez 11 - 6 t/m 29 juni 1971 - Bemanning overleden bij terugkeer
  - Georgi Dobrovolski
  - Viktor Patsajev
  - Vladislav Volkov

1. ↑  Jonathan's Space Report.